# Coq au vin
Cet article possède un paronyme, voir COCOVINU.
Pour le film allemand, voir Coq au vin (film).
Le coq au vin est un mets emblématique de la cuisine française, à base de découpes de coq marinées, puis braisées dans un vin rouge ou blanc, agrémentée d'un bouquet garni, de lardons, de champignons, de carottes et d'oignons.
Il fait partie notamment des cuisines auvergnate, bourguignonne, dijonnaise, alsacienne, franc-comtoise, bressane et champenoise.

## Légende

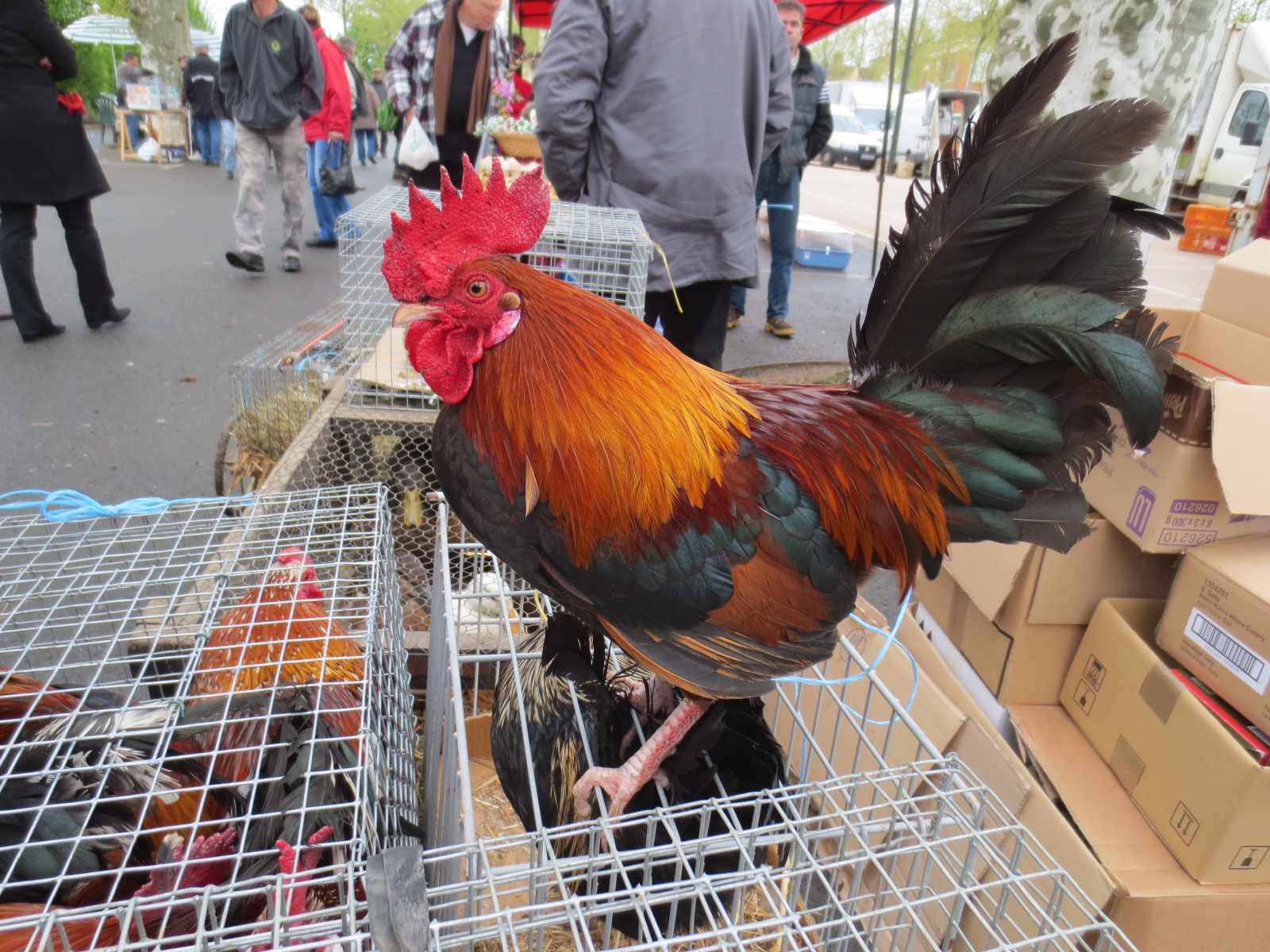
Coq du marché de Louhans en Bresse.

Un mythe légendaire, gallo-romain et auvergnat lié à l'histoire du coq au vin de chanturgue, raconte que le roi des Arvernes en Auvergne, Vercingétorix, fait envoyer pour le narguer, un coq gaulois, en symbole de la combativité, de la vaillance et de l'orgueil des guerriers gaulois, à son assiégeant, Jules César, lors du siège de Gergovie en 52 av. J.-C., durant la guerre des Gaules.
Jules César le nargue à son tour en l'invitant à une cena (dîner du soir romain, dernier repas) où il lui fait servir son coq mijoté au vin. Vercingétorix et ses trente mille guerriers arvernes infligent alors une défaite militaire historique écrasante, cuisante et humiliante à Jules César et aux trente mille hommes de ses légions romaines, avant le siège d'Alésia de l'été suivant.

## Ingrédients de base
Ce mets nécessite un coq (ou à défaut un poulet, ou une poularde) découpé en morceaux, des petits oignons, des gousses d'ail, des lardons, un verre à liqueur de marc, du vin rouge, un bouquet garni, des carottes, des champignons de Paris et du persil. Il est généralement servi avec des pommes vapeur ou des pâtes fraîches.

## Variantes
- Coq au riesling (cuisine alsacienne, vignoble d'Alsace)
- Coq au vin de chanturgue (cuisine auvergnate, côtes-d'auvergne)
- Coq au champagne (cuisine champenoise, vignoble de Champagne)
- Coq au vin jaune et aux morilles (cuisine franc-comtoise, vignoble du Jura, vin jaune, poularde aux morilles)
- Coq au vin, coq au chambertin (AOC) (cuisine bourguignonne, vignoble de Bourgogne, chambertin, nuits-saint-georges)
- Coq au vin (cuisine bressane, poule de Bresse AOC, vignoble de Bourgogne, vignoble du Jura, vignoble du Bugey)
- Coq au vin (vignoble du Beaujolais, moulin-à-vent)
- Sauerbraten (équivalent de la cuisine allemande)
- Gallo en chicha, originaire d'Amérique centrale, à la chicha

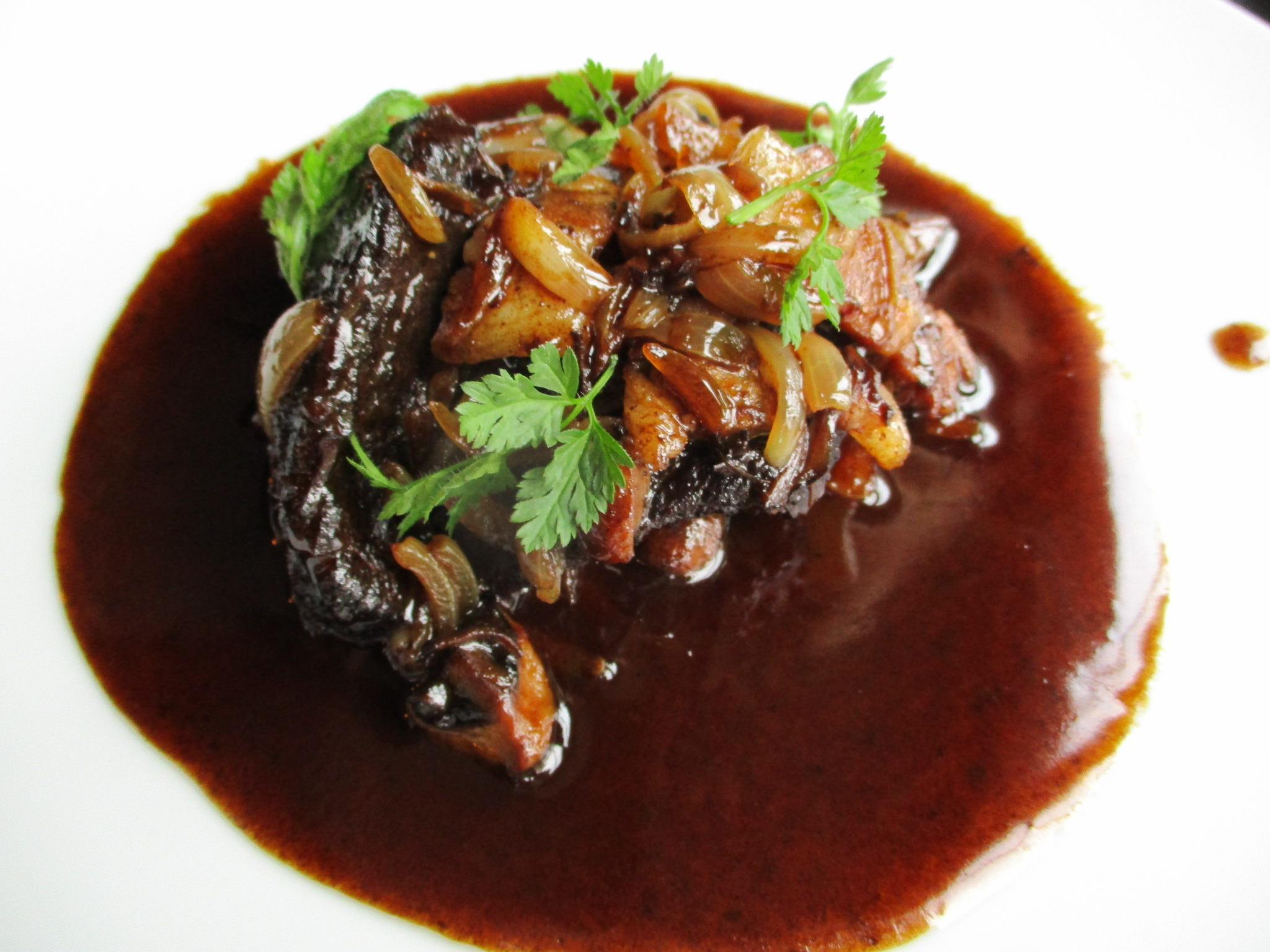
Coq au chambertin (cuisine bourguignonne).
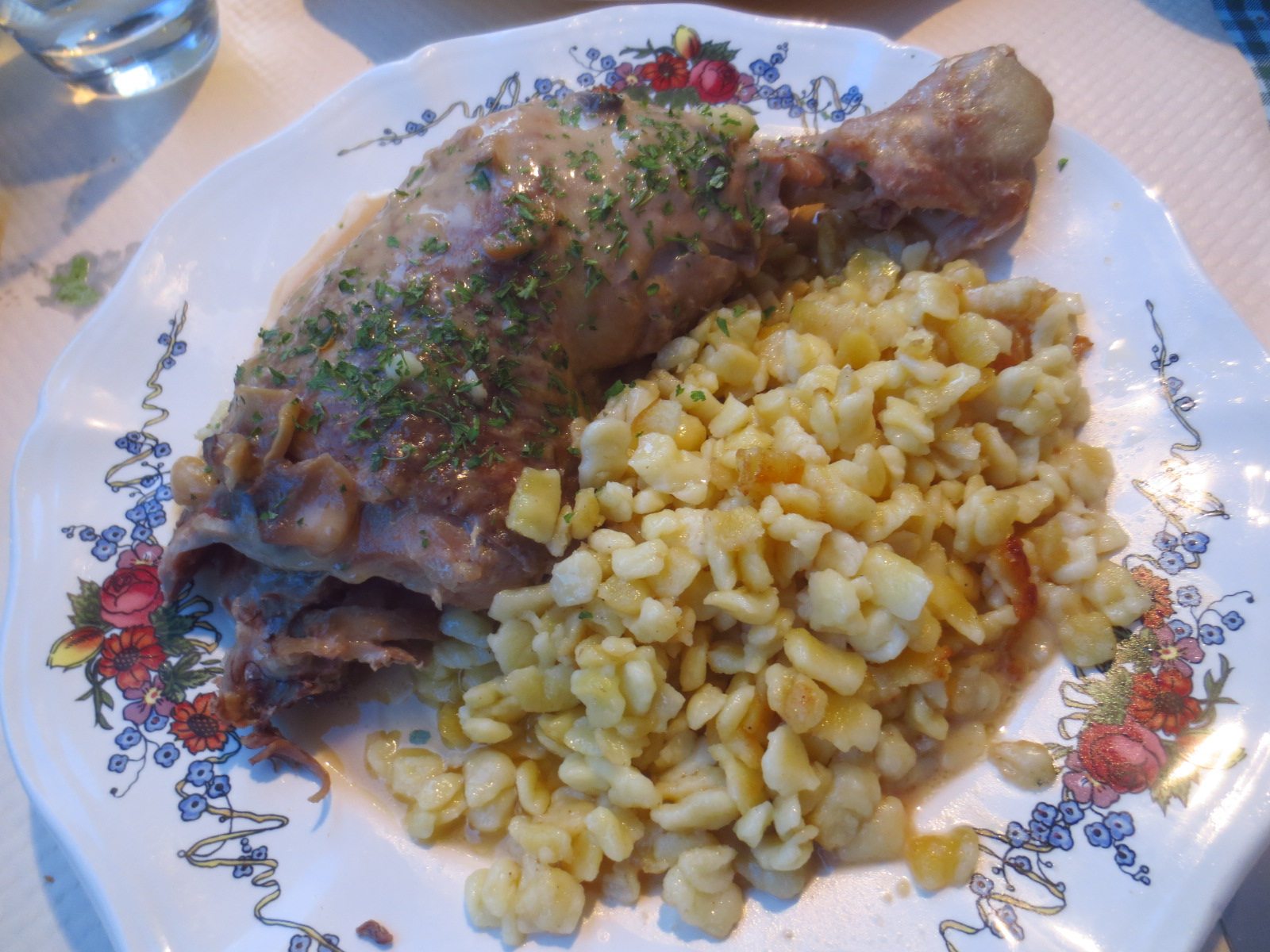
Coq au riesling et spätzle (cuisine alsacienne).
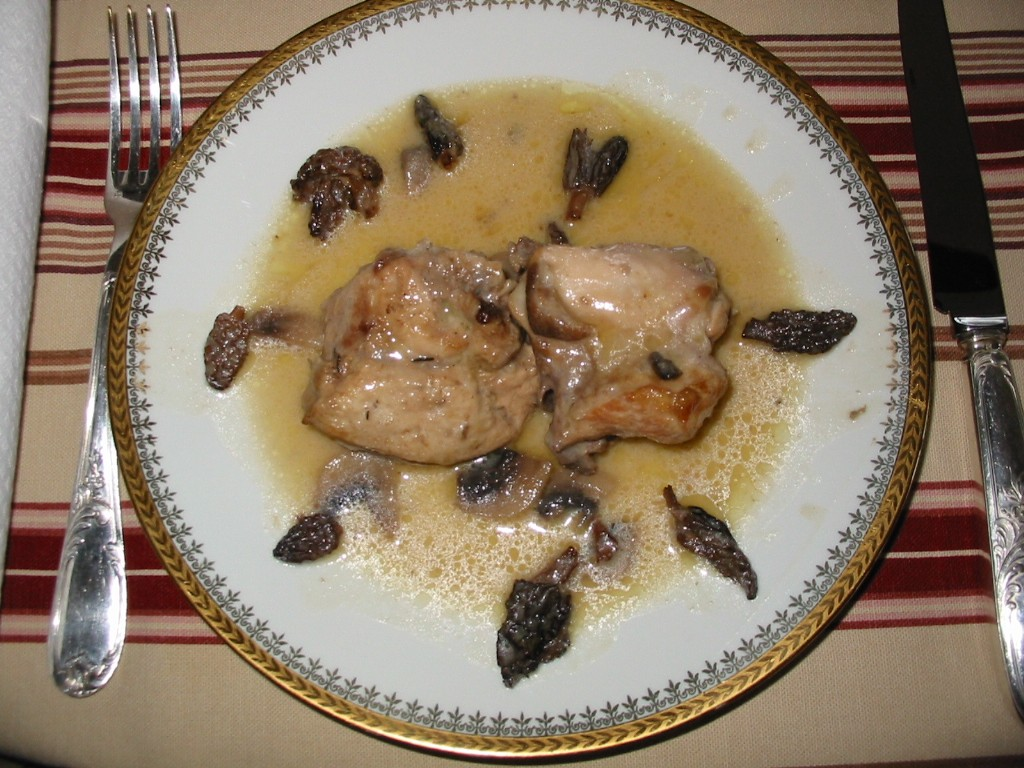
Coq au vin jaune et aux morilles (cuisine franc-comtoise).

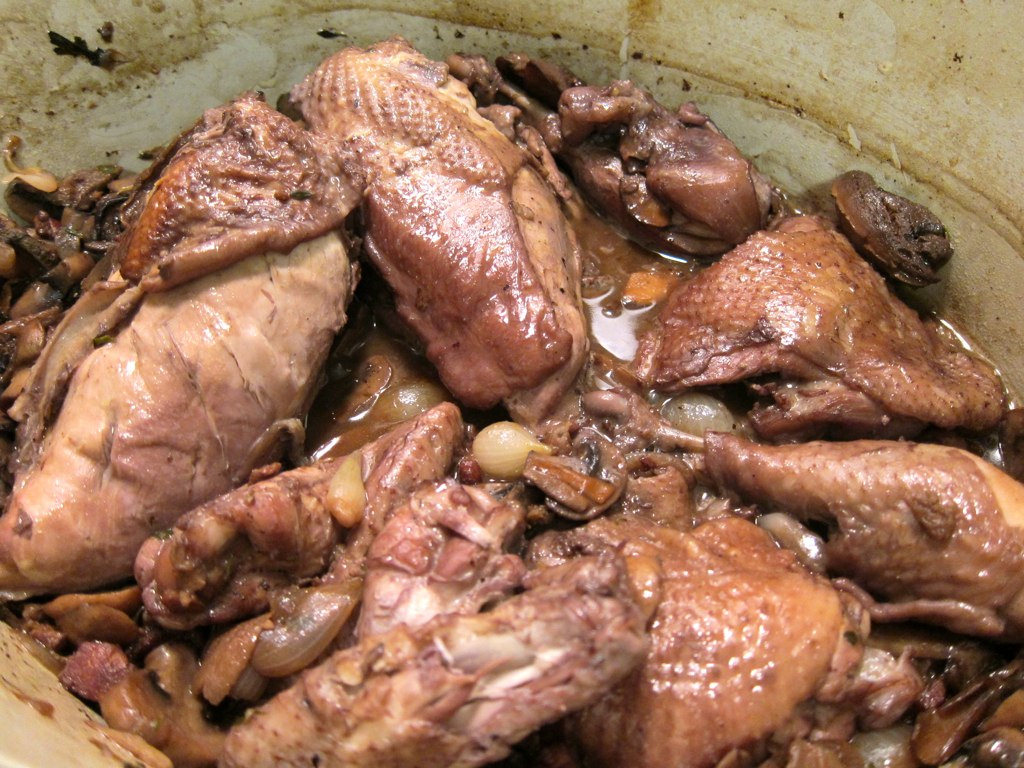
Braisage d'un coq au vin.
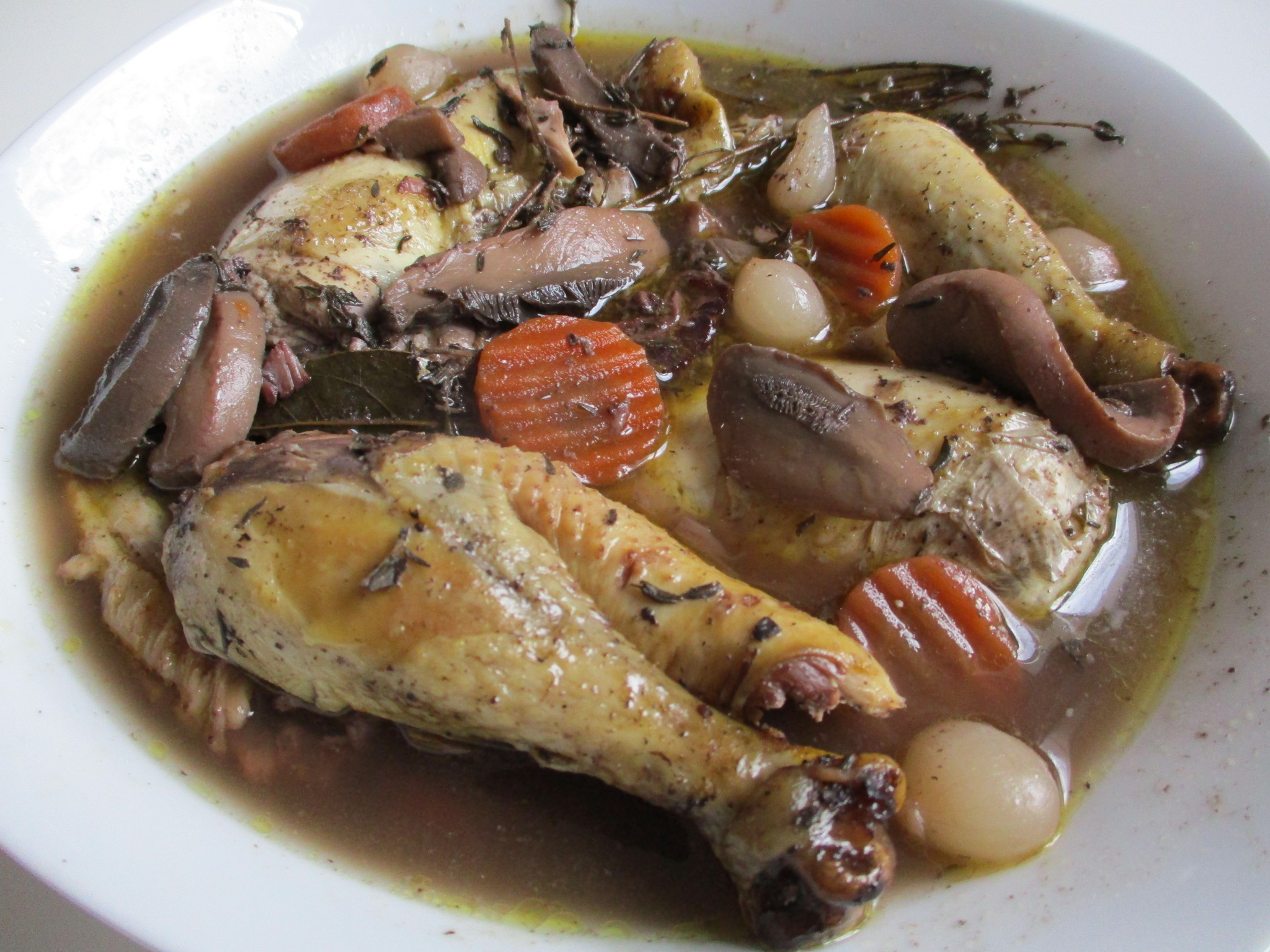
Plat de coq au vin et sa garniture.
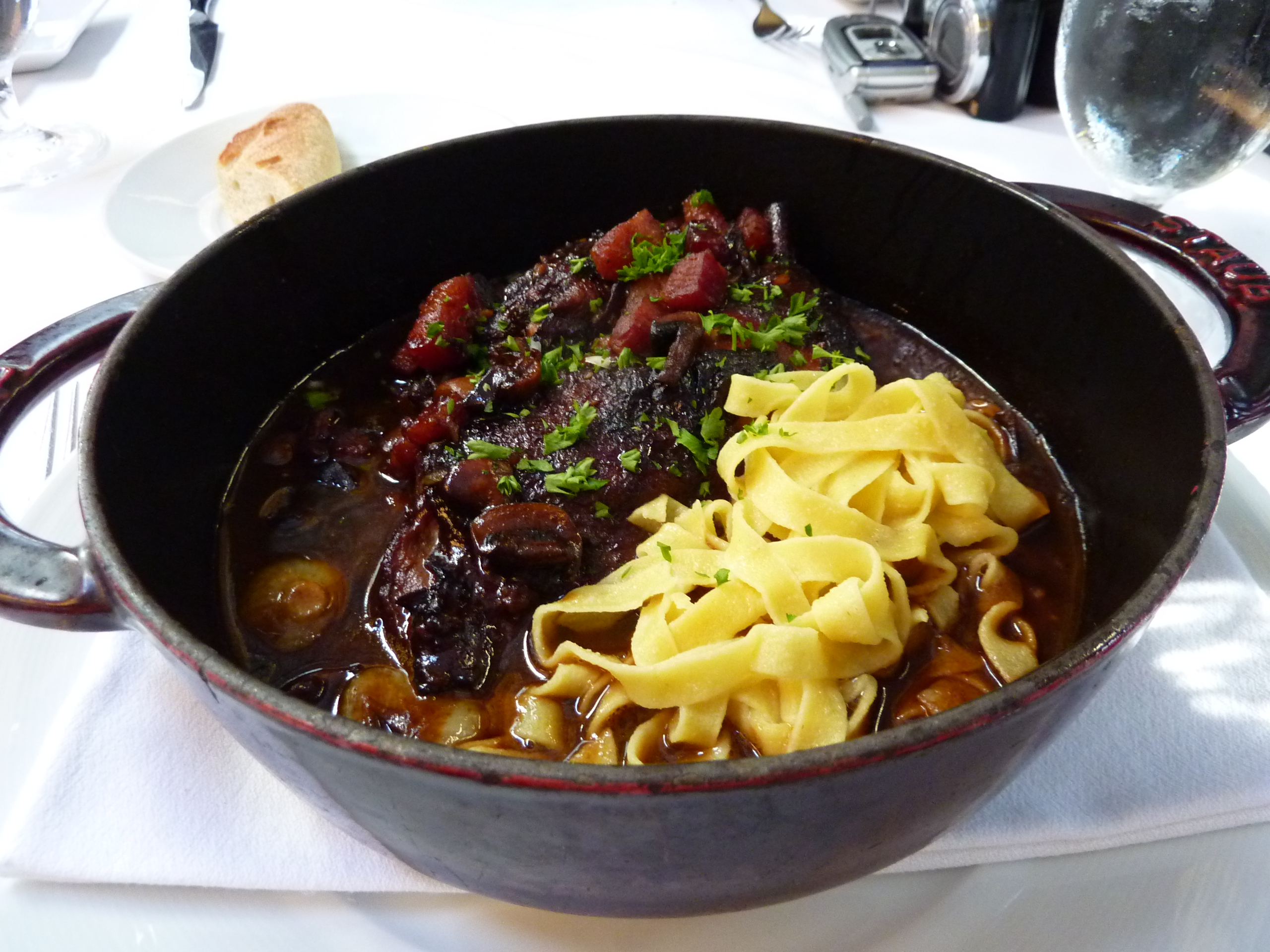
Marmite de coq au vin et ses pâtes fraîches.
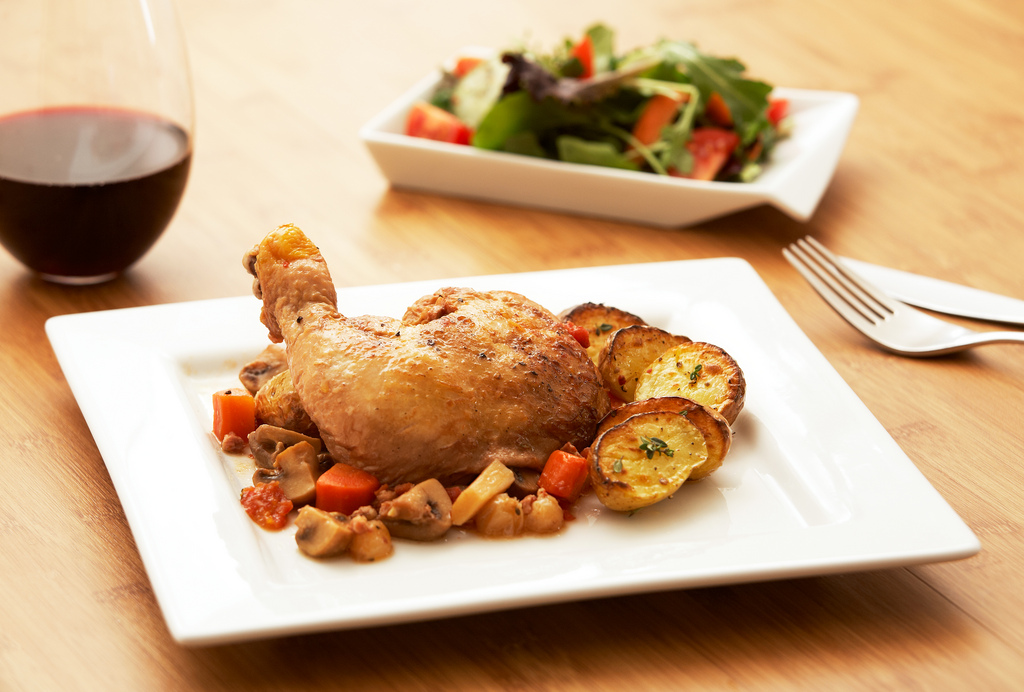
Assiette de coq au vin, pommes de terre à la lyonnaise et salade.